# Persea indica
Persea indica, espécie conhecida pelos nomes vulgares de vinhático, vinhático-das-ilhas, vinhôto ou loureiro-real, é uma árvore do género Persea da família Lauraceae, endémica da Macaronésia, estando presente na Madeira, Açores e Canárias.

## Características
O vinhático é uma árvore perenifólia com até 25 metros de altura (mesofanerófito), de copa ampla e arredondada, folhas lanceoladas, de 10-20 centímetros de comprimento, quase glabras, verde-claras, tornando-se avermelhadas ao envelhecer, com pecíolos geralmente avermelhados.
As flores são pequenas, esbranquiçadas, dispostas em panículas com pedúnculos longos e pubescentes. Os frutos são bagas ovóide-elipsóides, negros, facilmente confundíveis com azeitonas. A floração ocorre de Agosto a Novembro.
A espécie é endémica das ilhas da Macaronésia, ocorrendo na Madeira, Açores e Canárias. A espécie é característica da formação designada por "floresta laurissilva do vinhático" (Madeira) e ocorre também na denominada "floresta laurissilva do til" (Madeira e Canárias).
Ao longo dos tempos a madeira de vinhático, de cor amarelada ou rosada, foi muito valorizada. Conhecida como mogno da Madeira, foi muito utilizada em marcenaria e caixotaria. A casca foi utilizada para curtir peles.